# Marcello Malpighi

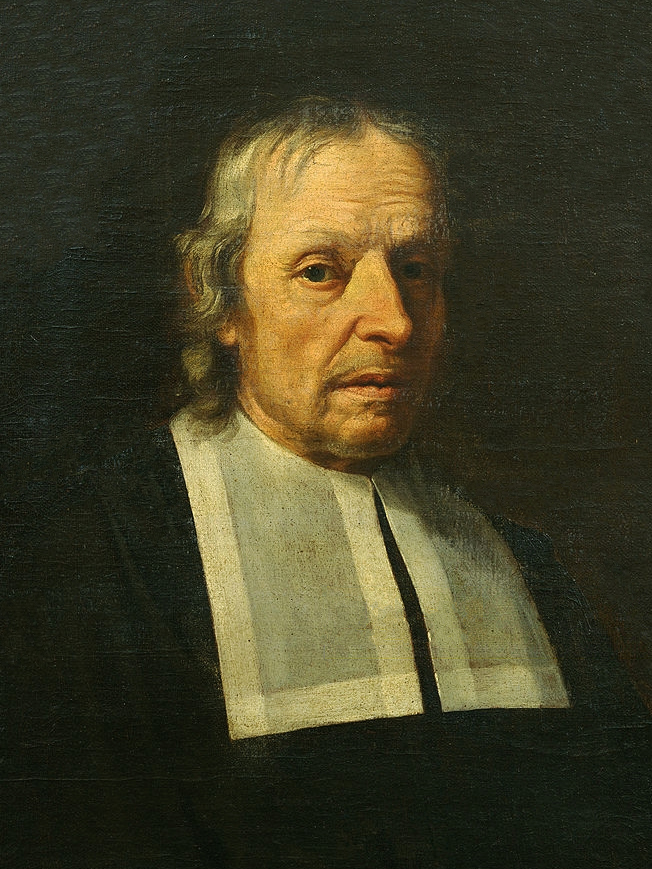
Marcello Malpighi

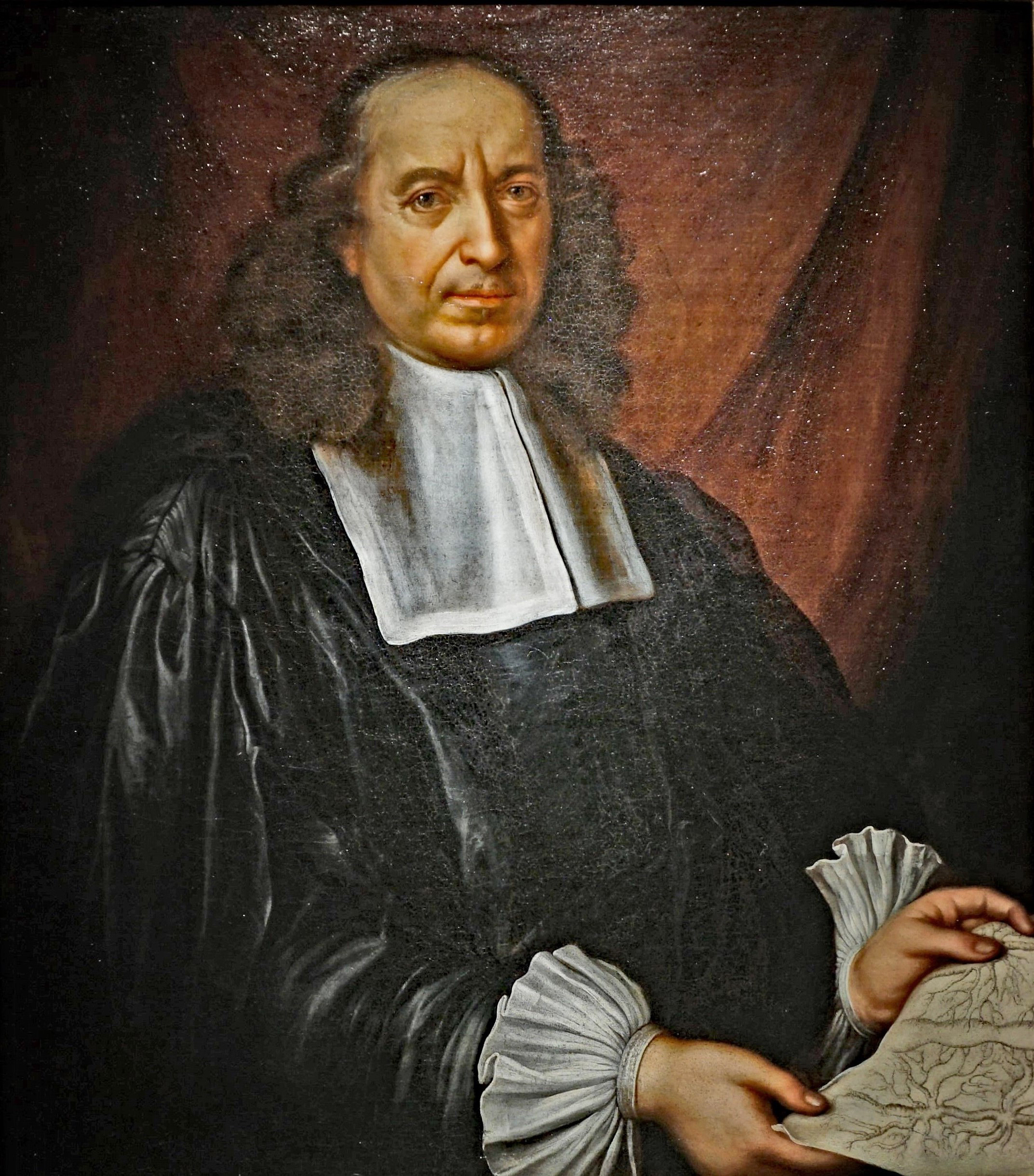
Giovanni Bernardo Carbone: Marcello Malpighi, vor 1680

Marcello Malpighi (* 10. März 1628 in Crevalcore, Provinz Bologna, Italien; † 29. November 1694 in Rom) war ein italienischer Anatom und Pionier der Mikroskopie, der als Mitbegründer der Pflanzenanatomie und vergleichenden Physiologie gilt.

## Leben und Wirken
Im Alter von etwa siebzehn Jahren begann Malpighi an der Universität Bologna Philosophie zu studieren. In seinem letzten Studienjahr starben jedoch beide Eltern und seine Großmutter väterlicherseits, sodass er das Studium abbrechen und die finanziellen Angelegenheiten der Familie regeln musste. Erst zwei Jahre später konnte er sein Studium fortsetzen, musste aber auch ein Fachgebiet wählen, das eine Familie ernähren konnte, da die drei nachfolgenden Geschwister Mädchen waren. 1653 erhielt er schließlich den Grad eines Doktors der Medizin und der Philosophie. Im Jahr darauf heiratete er Francesca Massari, die jüngere Schwester seines Mentors an der Medizinischen Fakultät, Professor Massari, der im Jahr darauf starb. Drei Jahre lang lehrte Malpighi Logik an der Universität Bologna.
Obwohl seine Weigerung, den Lehren Galens blind zu folgen, Kritik hervorrief, erhielt er 1656 den Lehrstuhl für Angewandte Medizin an dieser Fakultät und noch im selben Jahr den eigens für ihn geschaffenen Lehrstuhl für Theoretische Medizin an der Universität von Pisa. Hier lernte er Giovanni Alfonso Borelli kennen, der ihn in die 1657 von  Leopoldo de’ Medici gegründete Accademia del Cimento einführte. Die Mitglieder dieser Akademie waren Anhänger Galileis und vertraten eine Experimentalforschungsmethode. Nachdem Malpighi drei Jahre in Pisa gewirkt hatte, kehrte er nach Bologna zurück, wurde zwei Jahre später nach Messina auf Sizilien berufen, wo er vier Jahre lang arbeitete, und kehrte anschließend wieder nach Bologna zurück. 1669 wurde er Mitglied der Royal Society in London.
In den letzten drei Jahren seines Lebens war er Leibarzt seines Freundes Papst Innozenz XII. und Leiter der Päpstlichen Medizinischen Fakultät. Im Alter von 67 Jahren starb er an einem Schlaganfall.
Mit Hilfe der neuen Technik des Mikroskopierens machte er wesentliche Entdeckungen im Bereich der Anatomie: Das Rete Malpighii oder die Basalschicht der Haut (das Stratum basale der Epidermis), Malpighi-Körperchen in Milz (Milzfollikel) und Nieren (Nierenkörperchen), das Malpighi-Wundernetz der Glomerula tragen seinen Namen.
Vergleichende anatomische Forschungen an der Leber und die erste zutreffende Beschreibung der embryonalen Entwicklung von Hühnern stammen von ihm. Seine Studien über die Kapillaren beim Menschen öffneten ihm auch den Blick für den Bau der Pflanzen aus Pflanzenorganen. Er begründete damit die Pflanzenanatomie. Zusammen mit Nehemiah Grew gilt er als deren Begründer und schuf deren bis heute angewandte Terminologie.
Seine Studien über Insekten führten ihn zur Entdeckung der Malpighischen Gefäße, die er als Organe der Osmoregulation und Exkretion erkannte.
Mit der Entdeckung der Kapillaren und deren Blutströmung konnte er die Annahmen William Harveys über den Blutkreislauf bestätigen bzw. dessen Beweiskette schließen und legte mit seiner mit dem Mikroskop gelungenen Beobachtung dieses Kapillarkreislaufs, dargestellt 1661 in zwei Briefen an Giovanni Alfonso Borelli, mit Harvey einen der Grundsteine für die Entwicklung der modernen Kardiologie. Im Jahr 1666 gab er die Entdeckung der (bereits sieben Jahre zuvor von Jan Swammerdam gesehenen) roten Blutkörperchen bekannt. Neben der Anatomie beschäftigte er sich auch mit Fragestellungen zu Keimung und Drüsenfunktion.
Malpighis Briefe und embryologische Schriften sind von Howard B. Adelmann in großen lateinisch-englischen Ausgaben herausgegeben und kommentiert worden.

## Ehrungen
Charles Plumier benannte ihm zu Ehren die Gattung Malpighia der Pflanzenfamilie der Malpighiengewächse (Malpighiaceae). Carl von Linné übernahm später diesen Namen. Ferner ist er seit 1960 der Namensgeber für den Malpighi-Gletscher auf der Brabant-Insel in der Antarktis.

## Schriften (Auswahl)
- Dissertatio epistolica de bombyce, societati regiae, Londini ad scientam naturalem promovendam institutae, dicata. Martin & Allestry, London 1669 (Digitalisat).
- Anatome plantarum. Cui subjungitur appendix, iteratas & auctas ejusdem authoris de ovo incubato observationes continens. Regiae societati, Londini ad scientam naturalem promovendam institutae, dicata. 2 Bände, Martin, London 1675–1679 (Digitalisat).
  - Reprint in einem Band: Culture et Civilisation, Brüssel 1968.
- Opera omnia, seu Thesaurus locupletissimus botanico-medico-anatomicus, viginti quatuor tractatus complectens et in duos tomos distributus, quorum tractatuum seriem videre est dedicatione absolutâ. 2 Bände, Scott & Wells, London 1686 (Digitalisat der Ausgabe Leiden 1687).
  - Reprint in einem Band: Olms, Hildesheim und New York 1975, ISBN 3-487-05639-9.
- P. Regis (Hrsg.): Opera posthuma, figuris aeneis illustrata. Quibus praefixa est ejusdem vita à seipso scripta. Churchill, London 1697 (Digitalisat).
- Consultationum medicinalium centuria. Padua 1713 (posthum).

## Ausgaben und Übersetzungen
- Luigi Belloni (Übersetzer): Opere scelte di Marcello Malpighi. UTET, Torino 1967 (italienische Übersetzung der lateinischen Texte)
- Luigi Belloni (Hrsg.): Marcello Malpighi: De pulmonibus. Messina/Palermo 1958 (lateinischer Text mit italienischer Übersetzung)
- Die Anatomie der Pflanzen. Bearbeitet von Martin Möbius. 2. Auflage, Harri Deutsch, Thun/Frankfurt am Main 1999, ISBN 3-8171-3120-8.